# Kinh tế học Keynes
Kinh tế học Keynes là hệ thống lý luận kinh tế vĩ mô lấy tác phẩm Lý thuyết tổng quát về việc làm, lãi suất và tiền tệ (thường được gọi tắt là Lý thuyết tổng quát) của John Maynard Keynes (1883-1946) làm trung tâm và lấy nguyên lý cầu hữu hiệu làm nền tảng. Nguyên lý cầu hữu hiệu khẳng định rằng, lượng cung hàng hóa là do lượng cầu quyết định. Do đó, vào những thời kỳ suy thoái kinh tế, nếu tăng lượng cầu đầu tư hàng hóa công cộng (tăng chi tiêu công cộng), thì sản xuất và việc làm sẽ tăng theo, nhờ đó giúp cho nền kinh tế ra khỏi thời kỳ  suy thoái.

## Bối cảnh hình thành
Cuộc Đại Khủng hoảng (1929-1933) đã ảnh hưởng sâu sắc tới suy nghĩ của Keynes về kinh tế học. Trước đó, các nhà kinh tế cho rằng, mỗi khi có khủng hoảng kinh tế, giá cả và tiền công sẽ giảm đi; các nhà sản xuất sẽ có động lực đẩy mạnh thuê mướn lao động và mở rộng sản xuất, nhờ đó nền kinh tế sẽ phục hồi. Nhưng Keynes lại quan sát cuộc Đại Khủng hoảng và thấy: tiền công không hề giảm, việc làm cũng không tăng, và sản xuất mãi không hồi phục nổi. Từ đó, Keynes cho rằng thị trường không hoàn hảo như các nhà kinh tế học cổ điển nghĩ. Những suy nghĩ mới mẻ của ông được ghi chép lại trong cuốn Chuyên luận về Tiền tệ công bố năm 1931  và nhất là trong cuốn Lý thuyết tổng quát.

## Lý thuyết tổng quát
Lý thuyết tổng quát của Keynes đã giới thiệu một loạt lý luận mới mẻ đối với giới học thuật kinh tế thời ấy, đó là Tổng cầu (Chương 3), Nguyên lý Cầu Hữu hiệu (Chương 3), Kỳ vọng (Chương 5), Số nhân (Chương 10), Bẫy thanh khoản. Chính vì thế, cuốn Lý thuyết Chung được giới học thuật kinh tế đánh giá như một cuộc cách mạng.
Một số luận điểm chính mà Keynes trình bày trong cuốn Lý thuyết tổng quát gồm:
- Tiền công có tính cứng nhắc.
- Kỳ vọng về giảm tiền công và giá cả tạo ra vòng xoáy đi xuống của nền kinh tế hình thành.
- Lãi suất giảm không nhất thiết dẫn tới đầu tư tăng.
- Cái quy định lãi suất, nhất là trong ngắn hạn, chính là cung và cầu về tiền.
- Lãi suất không nên xuống thấp hơn một mức nào đó.
- Có thể đạt được mức cân bằng ngay cả khi có thất nghiệp.
- Thắt chặt chi tiêu trong thời kỳ  khủng hoảng chỉ làm cho khủng hoảng thêm trầm trọng.

## Mô hình hóa lý luận của Keynes

Bìa cuốn Lý thuyết tổng quát phát hành năm 1936

- Năm 1937, nghĩa là chỉ một năm sau khi Lý thuyết Chung của Keynes được công bố, John Richard Hick (1904-1989) đã phát triển một mô hình, gọi là Phân tích IS-LM dùng để khám phá các giả thiết liên quan đến đầu tư và tiết kiệm, cung và cầu tiền. Với mô hình này, công việc xác định điểm cân bằng mà Keynes đã lý luận trở nên dễ dàng.
- Năm 1939, Hicks còn mô hình hóa ý tưởng về bẫy thanh khoản mà Keynes đã đưa ra.
- Trong những năm 1939-1948, Roy Forbes Harrod (1900-1978), một đồng nghiệp thân thiết của Keynes, đã phát triển một mô hình diễn giải về tăng trưởng kinh tế dựa trên lý luận của Keynes về quy định thu nhập. Cùng thời gian đó, Evsey David Domar (1914-1997) độc lập phát triển một mô hình tương tự. Vì thế, mô hình này sau đó được gọi là mô hình Harrod-Domar. Mô hình này cho phép người ta hiểu dễ hơn luận điểm của Keynes rằng khó có thể đạt được một mức cân bằng toàn dụng nhân lực và phát triển luận điểm cân bằng do cầu quyết định của Keynes vào lý luận tăng trưởng dài hạn và dao động chu kỳ nội sinh.

## Trường phái Keynes sau Keynes
Sau khi Keynes mất năm 1946, các lý luận của Keynes tiếp tục được một số nhà kinh tế Anh từ trường Cambridge trong nhóm Câu lạc bộ Keynes gồm Joan Robinson, Richard Kahn, Piero Sraffa, Austin Robinson và James Meade bảo vệ. Một loạt nhà kinh tế Anh ngoài trường Cambridge cũng đóng góp vào phát triển lý luận của Keynes gồm Roy F. Harrod, Michal Kalecki, Nicholas Kaldor, Abba P. Lerner, John R. Hicks, Maurice H. Dobb, Lorie Tarshis, Richard Stone, và George L.S. Shackle.
Lý luận của Keynes còn được phát triển ở Mỹ, song đã bị cải biên khá nhiều và nhất là được tổng hợp với lý luận tân cổ điển (Xem trường phái kinh tế học vĩ mô tổng hợp).